# Benson & Hedges World Series Cup 1982/83
Die Benson & Hedges World Series Cup 1982/83 war ein Drei-Nationen-Turnier, das vom 9. Januar bis zum 13. Februar 1984 in Australien im ODI-Cricket ausgetragen wurde. Bei dem zur internationalen Cricket-Saison 1982/83 gehörenden Turnier nahmen neben dem Gastgeber die Mannschaften aus England und Neuseeland teil. Australien gewann die Finalserie gegen Neuseeland mit 2–0.

## Vorgeschichte
Australien und England spielten zuvor eine Tour gegeneinander, für Neuseeland war es die erste Tour der Saison.

## Format
In einer Vorrunde spielte jede Mannschaft gegen jede fünf Mal. Für einen Sieg gibt es zwei, für ein Unentschieden oder No Result 1 Punkt. Die beiden besten Mannschaften spielten in einer Final-Serie über drei Spiele den Sieger des Turniers aus.

## Stadien
Die folgenden Stadien wurden für das Turnier ausgewählt.
| Stadion                  | Stadt     | Kapazität | Spiele                           |
| ------------------------ | --------- | --------- | -------------------------------- |
| Adelaide Oval            | Adelaide  | 53.583    | 11., 12., 13. Spiel;             |
| The Gabba                | Brisbane  | 42.000    | 4. & 5. Spiel                    |
| Melbourne Cricket Ground | Melbourne | 100.024   | 1., 3., 8., 9. Spiel; 2. Finale  |
| WACA Ground              | Perth     | 20.000    | 14. & 15. Spiel                  |
| Sydney Cricket Ground    | Sydney    | 48.000    | 2., 6., 7., 10. Spiel; 1. Finale |

## Kaderlisten
Die Teams benannten die folgenden Kader.
| ODI | ODI | ODI | ODI |
| Australien | England | Neuseeland |     |
| --- | --- | --- | --- |
| - Kim Hughes (K) - Allan Border - Gregg Chappell - John Dyson - Tom Hogan - Rodney Hogg - David Hookes - Geoff Lawson - Dennis Lillee - Ken MacLeay - John Maguire - Rod Marsh (wk) - Carl Rackemann - Steve Smith - Jeff Thomson - Kepler Wessels - Graeme Wood | - Bob Willis (K) - Ian Botham - Geoff Cook - Norman Cowans - Graeme Fowler - Ian Gould (wk) - David Gower - Eddie Hemmings - Robin Jackman - Trevor Jesty - Allan Lamb - Vic Marks - Geoff Miller - Derek Pringle - Derek Randall - Chris Tavaré - Bob Taylor (wk) | - Geoff Howarth (K) - Lance Cairns - Ewen Chatfield - Jeremy Coney - Jeff Crowe - Bruce Edgar - Richard Hadlee - Warren Lees - John Morrison - Martin Snedden - Gary Troup - Glenn Turner - Peter Webb (wk) - Richard Webb - John Wright |     |

## Spiele

### Vorrunde
Tabelle
| Teams      | Sp. | S | N | NR | P  | NRR |
| ---------- | --- | - | - | -- | -- | --- |
| Neuseeland | 10  | 6 | 4 | 0  | 12 |     |
| Australien | 10  | 5 | 5 | 0  | 10 |     |
| England    | 10  | 4 | 6 | 0  | 8  |     |

Spiele
| 9. Januar Scorecard | Melbourne | Neuseeland 181 (44.5)            | – | Australien 182-2 (46.4) |
|                     |           | Australien gewinnt mit 8 Wickets |   |                         |

Australien gewann den Münzwurf und entschied sich als Feldmannschaft zu beginnen. Als Spieler des Spiels wurde John Dyson ausgezeichnet.
| 11. Januar Scorecard | Sydney | Australien 180 (46.4)          | – | England 149 (41.1) |
|                      |        | Australien gewinnt mit 31 Runs |   |                    |

England gewann den Münzwurf und entschied sich als Feldmannschaft zu beginnen. Als Spieler des Spiels wurde Carl Rackemann ausgezeichnet.
| 13. Januar Scorecard | Melbourne | Neuseeland 239-8 (50)         | – | England 237-8 (50) |
|                      |           | Neuseeland gewinnt mit 2 Runs |   |                    |

England gewann den Münzwurf und entschied sich als Feldmannschaft zu beginnen. Als Spieler des Spiels wurde David Gower ausgezeichnet.
| 15. Januar Scorecard | Brisbane | England 267-6 (50)          | – | Neuseeland 213 (48.2) |
|                      |          | England gewinnt mit 54 Runs |   |                       |

Neuseeland gewann den Münzwurf und entschied sich als Feldmannschaft zu beginnen. Als Spieler des Spiels wurde David Gower ausgezeichnet.
| 16. Januar Scorecard | Brisbane | England 182 (46.4)               | – | Australien 184-3 (41) |
|                      |          | Australien gewinnt mit 7 Wickets |   |                       |

Australien gewann den Münzwurf und entschied sich als Feldmannschaft zu beginnen. Als Spieler des Spiels wurde David Hookes ausgezeichnet.
| 18. Januar Scorecard | Sydney | Neuseeland 226-8 (50)          | – | Australien 179 (45.3) |
|                      |        | Neuseeland gewinnt mit 47 Runs |   |                       |

Australien gewann den Münzwurf und entschied sich als Feldmannschaft zu beginnen. Als Spieler des Spiels wurde David Hookes ausgezeichnet.
| 20. Januar Scorecard | Sydney | Neuseeland 199 (47.2)         | – | England 200-2 (42.4) |
|                      |        | England gewinnt mit 8 Wickets |   |                      |

Neuseeland gewann den Münzwurf und entschied sich als Schlagmannschaft zu beginnen. Als Spieler des Spiels wurde Allan Lamb ausgezeichnet.
| 22. Januar Scorecard | Melbourne | Neuseeland 246-6 (50)          | – | Australien 188 (44.1) |
|                      |           | Neuseeland gewinnt mit 58 Runs |   |                       |

Australien gewann den Münzwurf und entschied sich als Feldmannschaft zu beginnen. Als Spieler des Spiels wurde John Wright ausgezeichnet.
| 23. Januar Scorecard | Melbourne | England 213-5 (37/37)            | – | Australien 217-5 (34.4/37) |
|                      |           | Australien gewinnt mit 5 Wickets |   |                            |

Australien gewann den Münzwurf und entschied sich als Schlagmannschaft zu beginnen. Als Spieler des Spiels wurde Allan Lamb ausgezeichnet.
| 26. Januar Scorecard | Sydney | England 207 (41/41)         | – | Australien 109 (27.3/41) |
|                      |        | England gewinnt mit 98 Runs |   |                          |

England gewann den Münzwurf und entschied sich als Schlagmannschaft zu beginnen. Als Spieler des Spiels wurde Robin Jackman ausgezeichnet.
| 29. Januar Scorecard | Adelaide | England 296-5 (50)               | – | Neuseeland 297-6 (48.5) |
|                      |          | Neuseeland gewinnt mit 4 Wickets |   |                         |

England gewann den Münzwurf und entschied sich als Schlagmannschaft zu beginnen. Als Spieler des Spiels wurde Richard Hadlee ausgezeichnet.
| 30. Januar Scorecard | Adelaide | England 228-6 (47/47)       | – | Australien 214-7 (47/47) |
|                      |          | England gewinnt mit 14 Runs |   |                          |

England gewann den Münzwurf und entschied sich als Schlagmannschaft zu beginnen. Als Spieler des Spiels wurde David Gower ausgezeichnet.
| 31. Januar Scorecard | Adelaide | Neuseeland 200-9 (50)          | – | Australien 153 (44) |
|                      |          | Neuseeland gewinnt mit 47 Runs |   |                     |

Neuseeland gewann den Münzwurf und entschied sich als Schlagmannschaft zu beginnen. Als Spieler des Spiels wurde Glenn Turner ausgezeichnet.
| 5. Februar Scorecard | Perth | England 88-7 (23/23)             | – | Neuseeland 89-3 (20.3/23) |
|                      |       | Neuseeland gewinnt mit 7 Wickets |   |                           |

Neuseeland gewann den Münzwurf und entschied sich als Feldmannschaft zu beginnen. Als Spieler des Spiels wurde Richard Hadlee ausgezeichnet.
| 6. Februar Scorecard | Perth | Australien 191-9 (50)          | – | Neuseeland 164 (44.5) |
|                      |       | Australien gewinnt mit 27 Runs |   |                       |

Neuseeland gewann den Münzwurf und entschied sich als Feldmannschaft zu beginnen. Als Spieler des Spiels wurde Rod Marsh ausgezeichnet.

### Finalserie
| 9. Februar Scorecard | Sydney | Neuseeland 193-7 (49/49)         | – | Australien 155-4 (33.1/38) |
|                      |        | Australien gewinnt mit 6 Wickets |   |                            |

Neuseeland gewannen den Münzwurf und entschieden sich als Schlagmannschaft zu beginnen.
| 13. Februar Scorecard | Melbourne | Australien 302-8 (50)           | – | Neuseeland 153 (39.5) |
|                       |           | Australien gewinnt mit 149 Runs |   |                       |

Australien gewann den Münzwurf und entschied sich als Schlagmannschaft zu beginnen.

## Statistiken
Die folgenden Cricketstatistiken wurden bei dieser Tour erzielt.
| ODIs           | ODIs       | ODIs    | ODIs    | ODIs    | ODIs    | ODIs    | ODIs    | ODIs    |
| Batting        | Batting    | Batting | Batting | Batting | Batting | Batting | Batting | Batting |
| Spieler        | Mannschaft | Spiele  | Innings | Runs    | Average | HS      | 100s    | 50s     |
| -------------- | ---------- | ------- | ------- | ------- | ------- | ------- | ------- | ------- |
| David Gower    | England    | 10      | 10      | 563     | 62,55   | 158     | 3       | 1       |
| David Hookes   | Australien | 12      | 11      | 391     | 43,44   | 76      | 0       | 4       |
| John Wright    | Neuseeland | 12      | 12      | 362     | 30,16   | 84      | 0       | 3       |
| Glenn Turner   | Neuseeland | 11      | 11      | 332     | 30,18   | 84      | 0       | 2       |
| Allan Lamb     | England    | 10      | 10      | 326     | 36,22   | 108*    | 1       | 1       |
| Bowling        |            |         |         |         |         |         |         |         |
| Spieler        | Mannschaft | Spiele  | Overs   | Wickets | Average | BBI     | 5W      | 10W     |
| Ian Botham     | England    | 10      | 68.2    | 17      | 21,41   | 3/29    | 0       | 0       |
| Geoff Lawson   | Australien | 10      | 93.4    | 16      | 15,87   | 3/11    | 0       | 0       |
| Rodney Hogg    | Australien | 12      | 111.0   | 16      | 23,56   | 3/44    | 0       | 0       |
| Carl Rackemann | Australien | 6       | 54.4    | 15      | 16,46   | 4/39    | 1       | 0       |
| Martin Snedden | Neuseeland | 12      | 102.5   | 15      | 33,33   | 3/25    | 0       | 0       |